# Carlo Galimberti
Carlo Galimberti (Rosario, 2 agosto 1894 – Milano, 10 agosto 1939) è stato un sollevatore e vigile del fuoco italiano.

## Biografia
Figlio di emigranti italiani in Argentina, si trasferì a Bollate; ancor giovane si arruolò nella vicina Milano nel corpo dei pompieri (i futuri vigili del fuoco). Dopo un inizio con lotta e pugilato, per il Gruppo Sportivo Pompieri Milano prese a gareggiare nel sollevamento pesi, vincendo tra il 1921 e il 1939 18 titoli nazionali consecutivi (13 nei pesi medi e 5 nei pesi medio-massimi: Galimberti pesava circa 80 kg, ed era in grado di passare da una categoria all'altra), e stabilendo vari primati mondiali.
Con la Nazionale italiana partecipò a quattro edizioni dei Giochi olimpici tra il 1924 (Parigi) e il 1936 (Berlino), vincendo complessivamente tre medaglie di cui una d'oro (a Parigi 1924) e due d'argento, sempre nella categoria pesi medi. È stato alfiere portabandiera azzurro ai Giochi olimpici di Amsterdam del 1928. Ottenne inoltre due secondi posti ai Campionati europei di Monaco 1930 e Lussemburgo 1931.
Pompiere capo-drappello con il grado di brigadiere, si segnalò ripetutamente per intraprendenza e coraggio, come in occasione del terremoto del Vulture, nel 1930. 
Morì in seguito alle ustioni riportate il 5 agosto 1939 nel tentativo fallito di evitare lo scoppio di una caldaia in procinto di distruggere tutto un fabbricato in via Morozzo della Rocca 2 a Milano; riuscì a fare evacuare il fabbricato ma non a evitare l'esplosione, a seguito della quale quattro inquilini del palazzo e due dei suoi uomini (Aldo Parora e Anselmo Pasi) morirono; Galimberti, ricoverato in condizioni estreme all'Ospedale Maggiore di Milano, si spense senza aver ripreso conoscenza alle 22,30 del 10 agosto. Per questo venne decorato alla memoria con una Medaglia d'argento al valor civile, e a lui venne intitolato il Gruppo Sportivo Pompieri Milano.
Nel gennaio 1954, l'anno del sessantesimo anniversario della nascita, il suo comune di residenza, Bollate, gli intitolò una via; mentre il 20 giugno 2014 gli intitolò il Palazzetto dello Sport.

## Riconoscimenti
- Nel maggio 2015, una targa dedicata a Galimberti è stata inserita nella Walk of Fame dello sport italiano al parco olimpico del Foro Italico a Roma, riservata agli sportivi italiani che si sono distinti in campo internazionale.[10][11]